# Antonella Lualdi

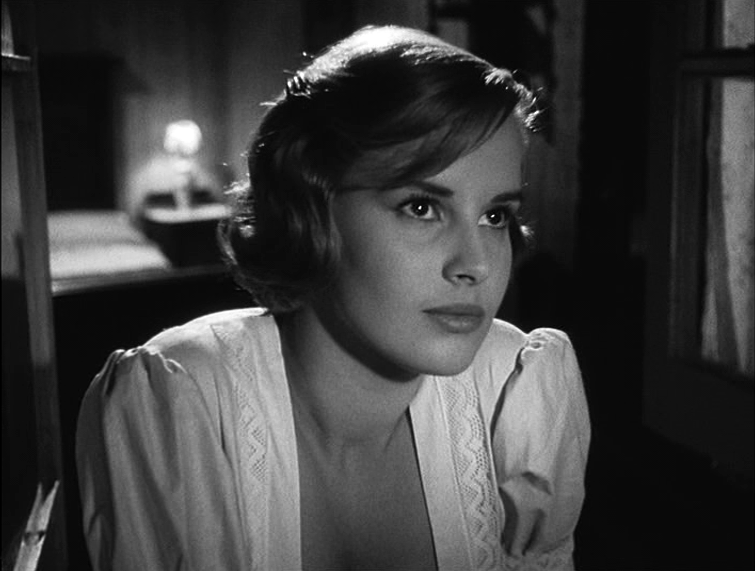
Antonella Lualdi în Cronica amanților săraci

Antonella Lualdi (născută Antonietta De Pascale; n. 6 iulie 1931, Beirut, Republica Libaneză sub mandat francez⁠(d) – d. 10 august 2023, Roma, Italia) a fost o actriță italiană de film.
Populara actriță, binecunoscută publicului românesc din multe filme de succes, s-a născut dintr-un tată italian și o mamă grecoaică. Atrasă de mirajul filmului, cea care avea să devină Antonella Lualdi, debutează în 1947, la numai 16 ani, într-un scurt metraj, pentru ca doi ani mai târziu să-și facă remarcată prezența în filmul Signorinella. Urmează o serie de filme muzicale și melodrame în care chipul ei agreabil devine familiar publicului din Italia. Adevărata consacrare i-o aduce însă filmul Adorabile creaturi (1952) pentru care regizorul Christian-Jaque a chemat-o în Franța, film care pune în valoare atât farmecul cât și sensibilitatea de pe atunci ale tinerei vedete. Tot în Franța ea avea să realizeze o mare creație în rolul domnișoarei de la Mole, în filmul Roșu și negru (Le rouge et le noir, 1954, r. Claude Autant-Lara), după Stendhal, partitură în care se dezvăluie o nouă fațetă a talentului ei pentru dramă. Cariera ei cinematografică se va desfașura paralel atât în Italia, cât și în Franța, unde realizează un număr impresionant de filme, inegale însă ca valoare.
În 1968, Antonella Lualdi a interpretat în filmul Columna (regizat de către Mircea Drăgan) rolul Andradei, eroica fiică a lui Decebal, rol în care a realizat o frumoasă creație.

## Filmografie
- 1949 Domnișorica (Signorinella), regia Mario Mattoli
- 1951 Ultima sentință (L'ultima sentenza), regia Mario Bonnard
- 1952 Mantaua (Il cappotto), regia Alberto Lattuada
- 1953 Iartă-mă (Perdonami!), regia Mario Costa
- 1953 Fiica regimentului (Die Tochter der Kompanie), regia Géza von Bolváry
- 1954 Casta Diva, regia Carmine Gallone
- 1954 Roșu și negru (Le rouge et le noir), regia Claude Autant-Lara
- 1954 Cronica amanților săraci (Cronache di poveri amanti), regia Carlo Lizzani
- 1955 Andrea Chénier, regia Clemente Fracassi
- 1956 Îndrăgostiții (Gli innamorati), regia Mauro Bolognini
- 1956 Zilele cele mai frumoase (I giorni più belli), regia Mario Mattoli
- 1957 Între noi părinții (Padri e figli), regia Mario Monicelli
- 1958 O viață (Une vie), regia Alexandre Astruc
- 1959 De două ori (À double tour), regia Claude Chabrol
- 1960 Întâlnire la Ischia (Appuntamento a Ischia), regia Mario Mattoli
- 1961 Mongolii (I mongoli), regia Leopoldo Savona
- 1962 Dezordinea (Il disordine), regia Franco Brusati
- 1963 Fiul circului (Il figlio del circo), regia Sergio Grieco
- 1964 Dragostea mea (Amore mio), regia Raffaello Matarazzo
- 1965 Prânzul fiarelor (Le Repas des fauves), regia Christian-Jaque
- 1966 Surcouf tigrul celor șapte mări (Surcouf, l'eroe dei sette mari), regia Sergio Bergonzelli și Roy Rowland
- 1966 Reîntoarcerea lui Surcouf (Surcouf, l'eroe dei sette mari), regia Sergio Bergonzelli și Roy Rowland
- 1968 Columna, regia Mircea Drăgan
- 1969 Un caz de conștiință (Un caso di coscienza), regia Gianni Grimaldi

Titlurile românești sunt luate din literatura de specialitate  și 